# Michael Ealy

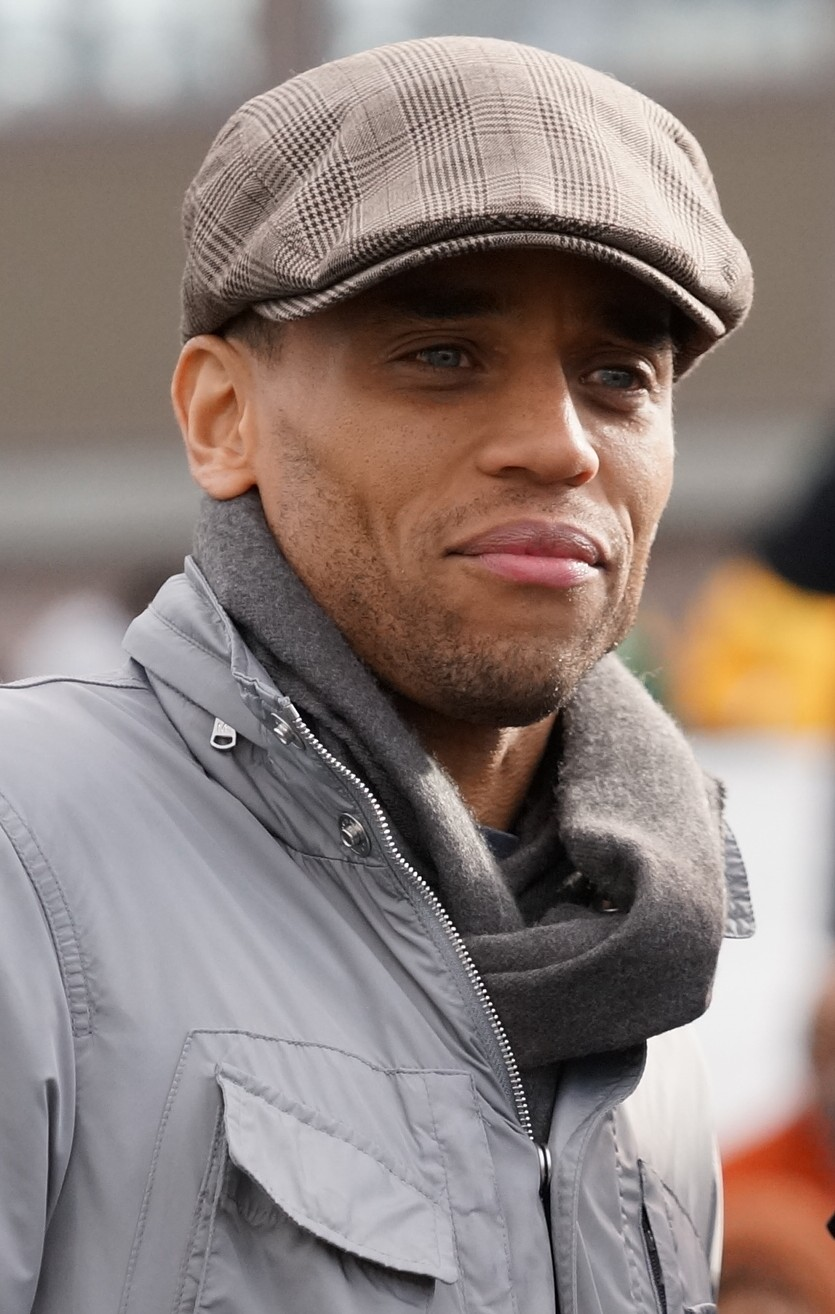
Michael Ealy in 2012

Michael Ealy (Silver Spring, 3 augustus 1973), geboren als Michael Brown, is een Amerikaans acteur.

## Biografie
Ealy werd geboren in Silver Spring, en studeerde af aan de Universiteit van Maryland in College Park (Maryland). Hij begon met acteren in de jaren negentig in off-Broadway theaters.
Ealy begon met acteren voor televisie in 2000 met de film Metropolis. Hierna speelde hij nog meerdere rollen in films en televisieseries.
Ealy is getrouwd en heeft twee kinderen.

## Filmografie

### Films
Uitgezonderd korte films.
- 2022: The Devil You Know - als Joe McDonald
- 2020: Triage - als dr. Daniel Price
- 2020: Fatale - als Derrick Tyler
- 2020: Really Love - als Yusef Davis
- 2020: aTypical Wednesday - als dr. Jones
- 2019: Jacob's Ladder - als Jacob Singer
- 2019: The Intruder - als Scott
- 2015: The Perfect Guy – Carter Duncan
- 2014: Think Like a Man Too – Dominic
- 2014: About Last Night – Danny
- 2013: Last Vegas – Ezra
- 2012: Unconditional – Joe Bradford
- 2012: Think Like a Man – Dominic
- 2012: Underworld: Awakening – rechercheur Sebastian
- 2011: Margaret – Dave de advocaat
- 2010: For Colored Girls – Beau Willie
- 2010: Takers – Jake Attica
- 2008: Seven Pounds – Ben Thomas
- 2008: Miracle at St. Anna – sergeant Bishop Cummings
- 2007: Suspect – rechercheur Marcus Tillman
- 2005: Jellysmoke – Jacob
- 2005: Their Eyes Were Watching God – Tea Cake
- 2004: Barbershop 2: Back in Business – Ricky
- 2004: Never Die Alone – Michael
- 2004: November – Jesse
- 2003: 2 Fast 2 Furious – Slap Jack
- 2003: Justice – Woody
- 2002: Barbershop – Ricky Nash
- 2002: Bad Company – G-Mo
- 2001: Kissing Jessica Stein – Greg
- 2000: Metropolis – Calvin McDade

### Televisieseries
Uitgezonderd eenmalige gastrollen.
- 2024 Power Book II: Ghost - als rechercheur Don Carter (5 afl.)
- 2022: Reasonable Doubt - als Damon (9 afl.)
- 2022: Bel-Air - als Reed Broderick (4 afl.)
- 2021: The Woman in the House Across the Street from the Girl in the Window - als Douglas (5 afl.)
- 2020: Westworld - als Jake Reed (2 afl.)
- 2019-2020: Stumptown - als rechercheur Miles Hoffman (18 afl.)
- 2017-2019: Being Mary Jane – Justin Talbot (15 afl.)
- 2016: Secrets and Lies – Eric Warner (10 afl.)
- 2016: Barbarians Rising – verteller (stem) (4 afl.)
- 2015: The Following – Theo (10 afl.)
- 2013–2014: Almost Human – Dorian (13 afl.)
- 2012: Common Law – Travis Marks (12 afl.)
- 2011: Californication – Ben (5 afl.)
- 2010–2011: The Good Wife – Derrick Bond (12 afl.)
- 2009–2010: FlashForward – marshall Vogel (10 afl.)
- 2005–2006: Sleeper Cell – Darwyn Al-Sayeed (18 afl.)
- 2002–2003: ER – Ryan Kendrick (2 afl.)

- Bibsys: 7044266
- Biblioteca Nacional de España: XX4613142
- Bibliothèque nationale de France: cb15001832x (data)
- Gemeinsame Normdatei: 139797122
- International Standard Name Identifier: 0000 0001 1778 337X
- Library of Congress Control Number: no2004038556
- MusicBrainz: b6fd9856-0eae-48a6-aad5-56a9ee372f9c
- Nationale Bibliotheek van Tsjechië: xx0103135
- Nederlandse Thesaurus van Auteursnamen: 373439016
- Système universitaire de documentation: 166088617
- Virtual International Authority File: 102642927
- WorldCat: E39PBJgxrVq6hkjXJGgQtWWhpP